# Liderazgo autoritario
Un estilo de liderazgo autoritario es utilizado cuando un líder dicta las políticas y los procedimientos, decide qué objetivos se quieren alcanzar, y dirige y controla todas las actividades sin ningún tipo de participación significativa de los subordinados. Este líder tiene el control total del equipo dejando baja autonomía dentro del grupo. El líder tiene una visión en la mente y debe ser capaz de motivar eficazmente a su grupo para terminar la tarea. Se espera que el grupo logre completar las tareas en condiciones de mínima supervisión mientras que la autoridad ilimitada se concede al líder. Las respuestas de los subordinados a las órdenes dadas son castigadas o premiadas.

## Antecedentes
Los líderes autoritarios se conocen comúnmente como líderes autocráticos. A veces, pero no siempre, ofrecen expectativas claras para lo que hay que hacer, cuando se debe hacer, y cómo se debe hacer. También hay una clara división entre el líder y los seguidores. Los líderes autoritarios toman decisiones de manera independiente con poca o ninguna entrada desde el resto del grupo. Los líderes autoritarios sostienen un estricto control sobre sus seguidores regulando directamente normas, metodologías y acciones. Así mismo, construyen barreras provocando distancia entre ellos y sus seguidores con la intención de hacer hincapié en las diferencias de roles. Este tipo de liderazgo se remonta a las primeras tribus e imperios. A menudo se utiliza en nuestros días cuando hay poco margen de error, tales como trabajos de construcción o trabajos de fabricación. El liderazgo autoritario fomenta, típicamente, poca creatividad en la toma de decisiones. Lewin también encontró que es más difícil pasar de un estilo autoritario a un estilo democrático que de una forma democrática a una forma autoritaria de liderazgo. El abuso de este estilo suele considerarse como controladora, mandona y dictatorial. El liderazgo autoritario se aplica mejor a situaciones en las que hay poco tiempo para la discusión en grupo.

## Puntos de vista de los líderes autoritarios
Una creencia común de muchos líderes autoritarios es que los seguidores requieren supervisión directa en todo momento de lo contrario no funcionan eficazmente. Esta creencia está de acuerdo con una de las ideas filosóficas de la humanidad teniendo como autor a Douglas McGregor, la Teoría X. Esta teoría propone que el líder tiene que coaccionar y controlar a sus seguidores, ya que ellos tienen una aversión inherente al trabajo y se abstendrán de él siempre que sea posible. La Teoría X también postula que las personas deben ser obligadas por la fuerza, la intimidación o la autoridad, y controladas, dirigidas, o amenazadas con el castigo logrando así las necesidades de la organización.
En la mente de estos líderes autoritarios, las personas que se quedan a trabajar de forma autónoma en última instancia serán improductivos. "Los ejemplos de comportamiento comunicativo autoritario incluyen un policía dirigiendo el tráfico, un profesor ordenando a un estudiante para que realice su tarea, y un supervisor instruyendo a un subordinado para limpiar una estación de trabajo."
Los patrones de comunicación en el liderazgo autoritario:
- La comunicación unidireccional hacia abajo (es decir, los líderes a sus seguidores, o los supervisores a sus subordinados)
- Control de discusiones con sus seguidores
- Dominan la interacción
- Se enfoca en la consecución de objetivos
- Establecimiento de políticas y procedimientos
- Dirección individual de la realización de tareas
- No ofrece una retroalimentación constante
- Recompensas por comportamiento obediente y castigos por acciones erróneas
- Escasa comunicación
- Utiliza el conflicto para beneficio individual

Formas de incorporar adecuadamente el liderazgo autoritario:
- Siempre explique las reglas- esto permite que sus subordinados completen eficientemente las tareas que usted requiere.
- Sea consistente- si va a hacer cumplir las normas y reglamentos, asegúrese de hacerlo con regularidad por lo que sus subordinados lo tomarán en serio. Esto formará un mayor nivel de confianza.
- Respete a sus subordinados- Siempre reconozca los esfuerzos y logros de ellos.
- Eduque a sus subordinados antes de hacerlos cumplir las reglas - no presente sorpresas. Esto puede llevar a problemas en el futuro debido a la falsa comunicación.
- Escuche las sugerencias de sus subordinados.

Efectos de estilos de comunicación en el liderazgo autoritario:
- Cuando el líder está presente, se aumenta la productividad.[6]
- Produce soluciones más precisas cuando el líder está bien informado.[7]
- Es aceptado de manera positiva en grupos más grandes.[8]
- Mejora el rendimiento en tareas simples y disminuye el mal rendimiento en tareas complejas.[9]
- Aumento de los niveles de agresión entre los seguidores.[10]
- Aumento de las tasas de rotación.[11]
- Mayor éxito cuando hay una urgencia de ejecución en los proyectos
- Mejora el trabajo a futuro de los subordinados cuyas habilidades no son muy aplicables o útiles sin las exigencias de otra.[12]

Caídas del Liderazgo autoritario:
- El uso a largo plazo puede causar resentimiento por parte de los subordinados. Utilice esta forma de liderazgo con moderación y cuando sea absolutamente necesario
- Los investigadores han encontrado que este tipo de líderes carecen de solución creativa a problemas de habilidades
- Sin instrucción y comprensión adecuada por parte de los subordinados, puede surgir una confusión[13]

## Ejemplos de Liderazgo autoritario
Engelbert Dollfuss, canciller de Austria en 1932-1934, destruyó la República de Austria y estableció un régimen autoritario basado en la conservadora y católica Roma así como en los principios fascistas italianos. En mayo de 1932 cuando se convirtió en canciller, Dollfuss encabezó una coalición conservadora liderada por el Partido Social Cristiano. Cuando se enfrenta a una grave crisis económica provocada por la Gran Depresión, Dollfuss decide no unirse a Alemania en un conjunto aduanero, un camino defendido por muchos austriacos. Severamente criticado por los socialdemócratas, nacionalistas pan-alemán, y los nazis austriacos, él respondió a la deriva hacia un régimen cada vez más autoritario.
El líder italiano Benito Mussolini se convirtió en director extranjero aliado a Dollfuss. Italia garantizó la independencia de Austria en Riccione (agosto de 1933), pero a cambio Austria tuvo que abolir todos los partidos políticos y la reforma de su constitución en el modelo fascista. En marzo de 1933, los ataques de Dollfuss en el Parlamento culminaron en la abolición permanente de la legislatura y la formación de un estado corporativo basado en su frontal Vaterländische ("Frente de la Patria"); con la que los partidos políticos de Austria fueron remplazados. En asuntos exteriores él dirigió un curso que convirtió a Austria prácticamente en un estado satélite italiano. Esperando evitar la incorporación de Austria en la Alemania nazi, combatió a sus oponentes políticos internos a lo largo de las líneas fascistas autoritarias.
En febrero de 1934 las formaciones paramilitares leales al canciller aplastaron a los socialdemócratas de Austria. Con una nueva constitución en mayo de 1934, su régimen se volvió completamente dictatorial. En junio, sin embargo, Alemania incitó a los nazis austriacos a la guerra civil. Dollfuss fue asesinado por los nazis en una redada en la cancillería.
Adolfo Hitler era extremadamente autoritario. Requería que la población del Tercer Reich aceptara todo lo que decía como ley absoluta, y fue capaz de imponer una sentencia de muerte a todo aquel que no lo hiciera. Hitler estaba obsesionado con tener el control, y ser el macho alfa en una jerarquía rígida dominada principalmente por varones.
Martha Stewart construyó su imperio a través de su especial atención a cada detalle. Ella era meticulosa, exigente, minuciosa y escrupulosa. Ella floreció en sus empresas y en el uso de su estilo de liderazgo autoritario.
John F. Kennedy tenían una visión de cambiar el programa espacial para siempre - mediante el envío de un hombre a la luna y su regreso a salvo. Este tipo de visión e idea salió a la luz a través de su constante motivación de los EE. UU. Esto demuestra que él era un líder autoritario, debido a su motivación y su contribución directa a la forma en que iba a llevarse a cabo.
El estilo de liderazgo autocrático funciona bien si el líder es competente y tiene conocimientos suficientes para decidir sobre todos y todo. Liderazgo autorizado, es considerado uno de los estilos más eficaces de liderazgo en caso de que haya ciertas decisiones urgentes y rápidas que deban ser tomadas. Bill Gates adoptó este estilo y gracias a este, ha dirigido Microsoft hacia el gran éxito. Según Bill Gates, tuvo una visión cuando tomó las riendas de la empresa y luego utilizó todos los recursos disponibles para hacer de esa visión una realidad. En el lugar de trabajo, muchas condiciones de funcionamiento exigen una acción urgente, por lo que este estilo de liderazgo era efectivo. Mientras que Gates no presenta este estilo consistente, su éxito puede ser juzgado por el proceso de toma de decisiones y el crecimiento de la industria de la computación en el mundo.